# Andrea Cistana
Andrea Cistana (* 1. April 1997 in Brescia) ist ein italienischer Fußballspieler. Der Abwehrspieler steht aktuell bei Brescia Calcio unter Vertrag.

## Karriere

### In den Vereinsmannschaften
Cistana entstammt der Jugendabteilung von Brescia Calcio, in der er bis 2016 aktiv war. In den Spielzeiten 2014/15 und 2015/16 stand er einige Male im Kader der Profimannschaft, ohne jedoch eingesetzt zu werden. Während der Saison 2016/17 war Cistana an den Viertligisten Ciliverghe Mazzano verliehen, für den er in 29 Partien zum Einsatz kam und einen Treffer erzielte. Nachdem er in der Hinrunde der Saison 2017/18 ohne Einsatz für Brescia geblieben war, wechselte er zur Rückrunde auf Leihbasis zum Drittligisten AC Prato, wo er in zehn Spielen auf dem Feld stand. Nach seiner Rückkehr konnte sich Cistana in der Spielzeit 2018/19 als Stammspieler Brescias etablieren. Er absolvierte 30 Partien während der Saison, die Brescia als Meister der Serie B abschloss und den Aufstieg in die Serie A feierte.

### In der Nationalmannschaft
Cistana kam nie für eine Juniorennationalmannschaft zum Einsatz. Am 8. November 2019 wurde er für die EM-Qualifikationsspiele gegen Bosnien-Herzegowina und Armenien von Nationaltrainer Roberto Mancini in den Kader der Italienischen Nationalmannschaft berufen, blieb jedoch ohne Einsatz. Seither wurde er nicht mehr berücksichtigt.

## Erfolge
- Italienischer Serie-B-Meister: 2018/19